# Las Vegas Concours d'Elegance
Pour les articles homonymes, voir Las Vegas (homonymie) et Concours d'élégance.
Le Las Vegas Concours d'Elegance ou Concours at Wynn Las Vegas est un prestigieux concours d'élégance annuel de voitures de collection de prestige, fondé en 2019 à Las Vegas dans le Nevada, aux États-Unis,.

## Historique

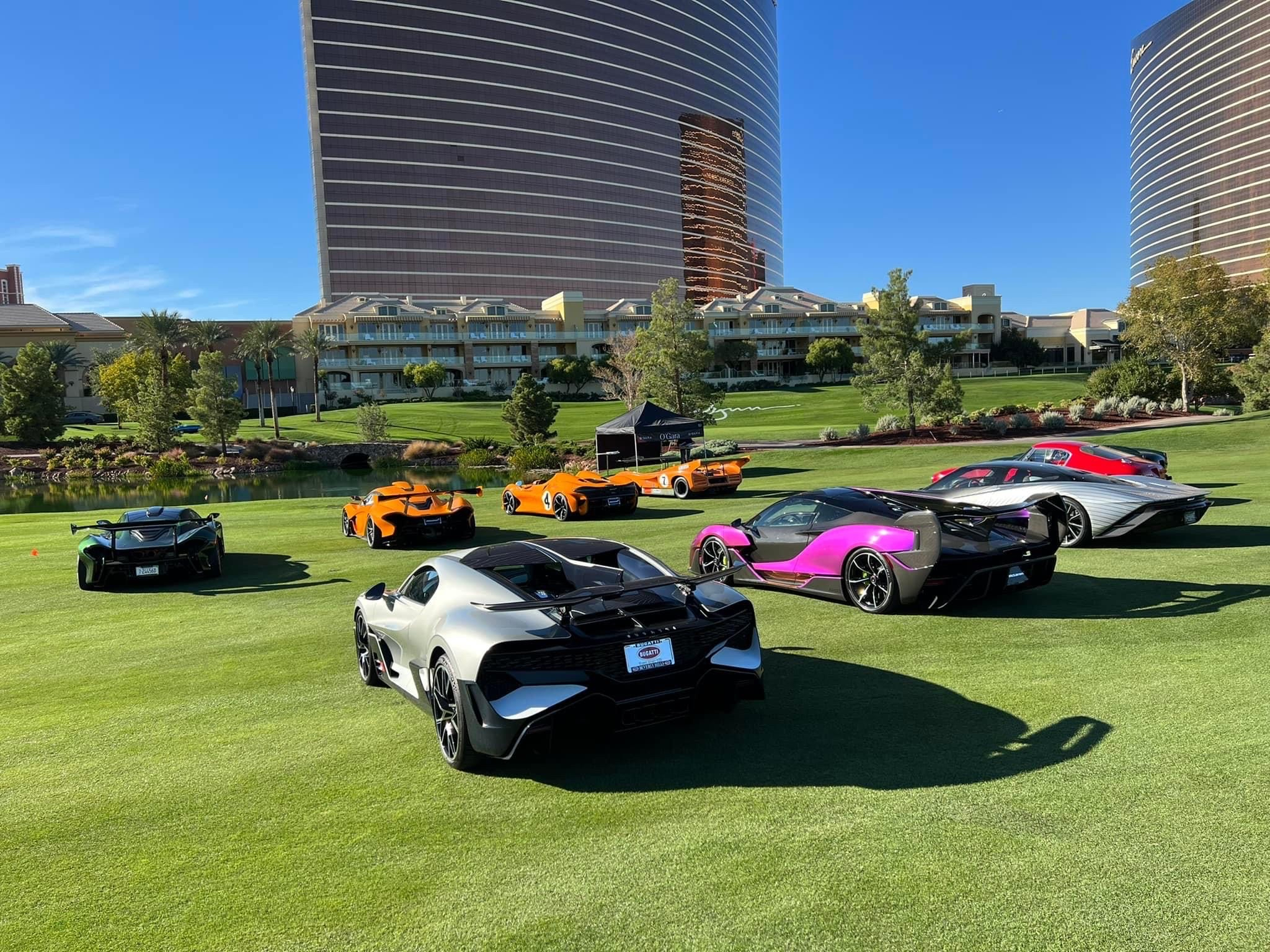
Terrain de golf Wynn Golf Club du Wynn Las Vegas (2022).

Ce concours d'élégance de prestige est initialement inauguré en 2019, sur le terrain de golf du DragonRidge Country Club de MacDonald Highlands (en), dans la vallée de Las Vegas, pour exposer pendant 3 jours du dernier week end d'octobre, environs 200 voitures de collection anciennes de prestige, avec une parade des voitures dans les rues de la ville,, et un prix « Best in Show », pour près de 2 500 visiteurs,.
Le concours est organisé en 2020 et 21 sur le terrain de golf du Las Vegas Ballpark (en) de Summerlin South, puis depuis 2022 sur le Wynn Golf Club du Wynn Las Vegas du Las Vegas Strip,,. L'événement 2023 a lieu les 11 et 12 novembre pour marquer le début de la semaine de course du Grand Prix automobile de Las Vegas 2023.

## Palaces organisateurs
- 2019 : terrain de golf du DragonRidge Country Club
- 2020-21 : terrain de golf du Las Vegas Ballpark (en) de Summerlin South
- Depuis 2022 : Wynn Golf Club du Wynn Las Vegas.

## Quelques autres concours d'élégance américains
- Rodeo Drive Concours d'Elegance de Beverly Hills (Californie)
- Monterey Car Week & Pebble Beach Concours d'Elegance (Californie)
- Newport Beach Concours d'Elegance (Californie)
- Desert Classic Concours d’Elegance (Californie)
- Concours d'élégance d'Amelia Island (Floride)
- Greenwich Concours d'Elégance (Connecticut)